# Oreye
Oreye (neerlandeză Oerle) este o comună francofonă din regiunea Valonia din Belgia. Comuna este formată din localitățile Oreye, Bergilers, Grandville, Lens-sur-Geer și Otrange. Suprafața totală a comunei este de 19,64 km². La 1 ianuarie 2008 comuna avea o populație totală de 3.549 locuitori. 